# Persimon caucazian
Persimonul caucazian (Diospyros lotus) este o specie larg cultivată din genul Diospyros, originară din sud-vestul Asiei subtropicale și din sud-estul Europei. Este printre cele mai vechi plante în cultură.

## Răspândire și ecologie
Arealul speciei se întinde din Asia de Est până la vestul Mediteranei, până în Spania. Persimonul este originar din sud-vestul Asiei și din sud-estul Europei. Era cunoscut de grecii antici drept „fructul zeului” (Διός πυρός, Diós pŷrós), de unde denumirea științifică a genului. Fructul se numește Amlok املوک în Pakistan și se consumă uscat. Această specie este un candidat pentru „ arborele de lotus” menționat în Odiseea: era atât de delicios încât cei care îl mâncau uitau să se întoarcă acasă și voiau să rămână cu lotofagii să mănânce lotus.
Arborele crește în zonele muntoase inferioare și medii din Caucaz. De obicei cresc până la 600 m deasupra nivelului mării. În Asia Centrală, se ridică mai sus - până la 2000 m. Rareori cresc mai mulți laolaltă, dar deseori cresc cu frasin, arțar și alte specii de foioase. Nu este pretențios față de sol și poate crește pe versanți stâncoși, dar necesită un mediu bine luminat. 
Este cultivat la limitele arealului său, precum și în SUA și Africa de Nord. 

## Descriere biologică
Copacul atinge înălțimea de 15-30 m, cu desprinderea scoarței îmbătrânite.
Frunzele sunt strălucitoare, pieloase, de formă ovală, cu capete ascuțite, 5–15 cm lungime și 3–6 cm în lățime.
Florile sunt mici, verzui, apar în perioada iunie-iulie.

Fructele sunt bace cu pulpă suculentă, galbene la coacere, 1–2 cm în diametru. Semințe cu piele subțire și un endosperm foarte dur.

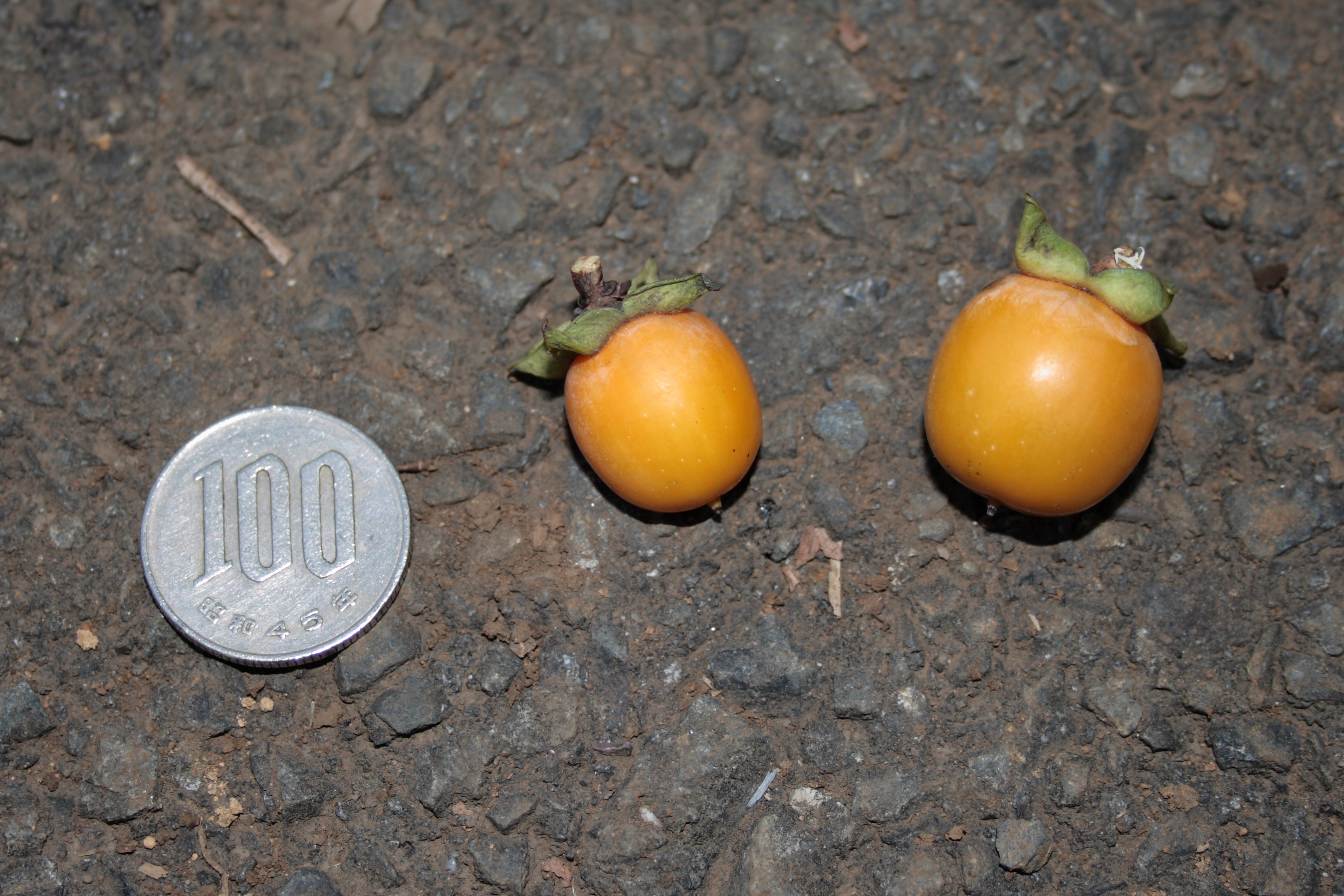
Fruct de persimon.
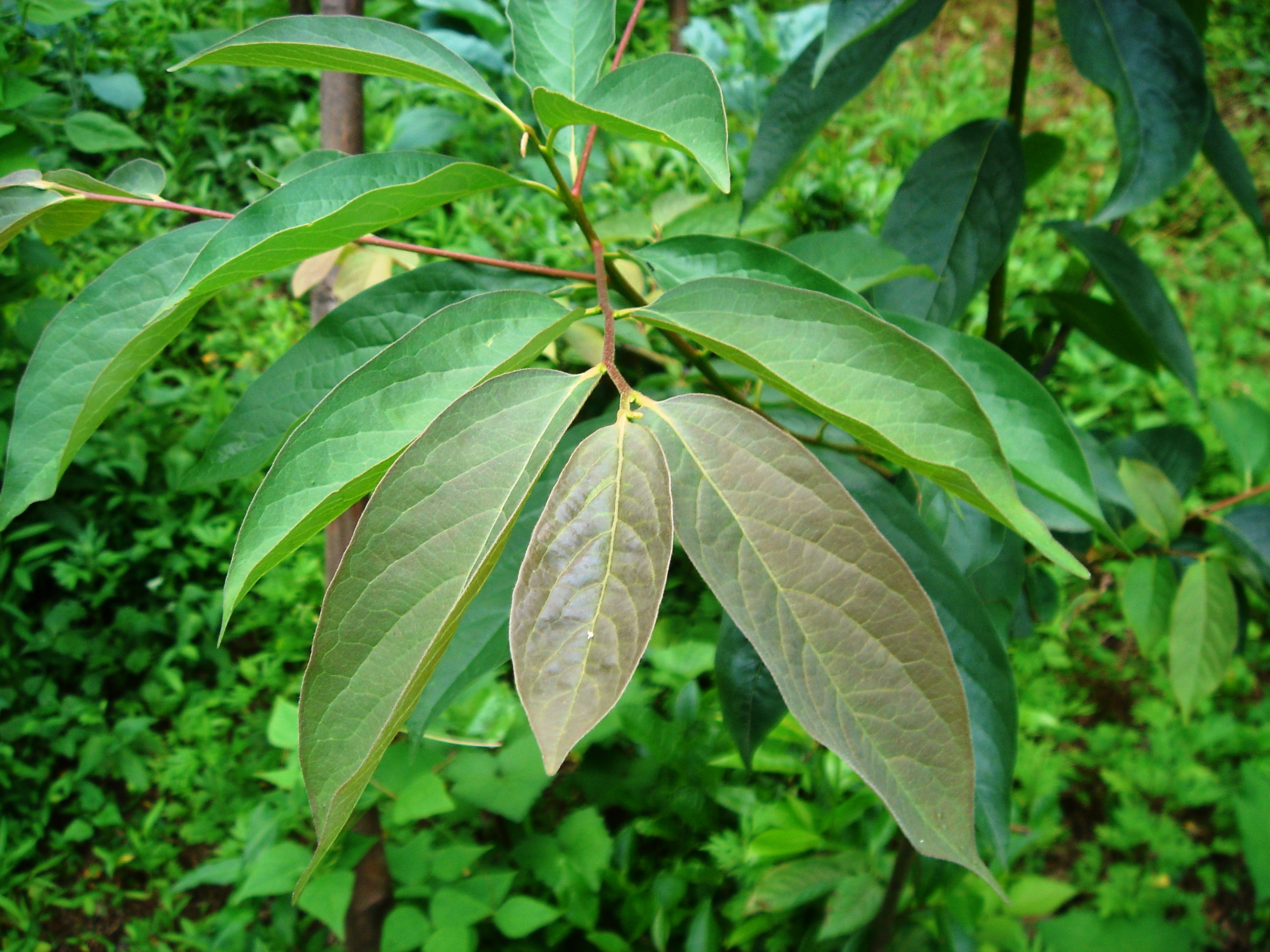
Frunze de persimon.
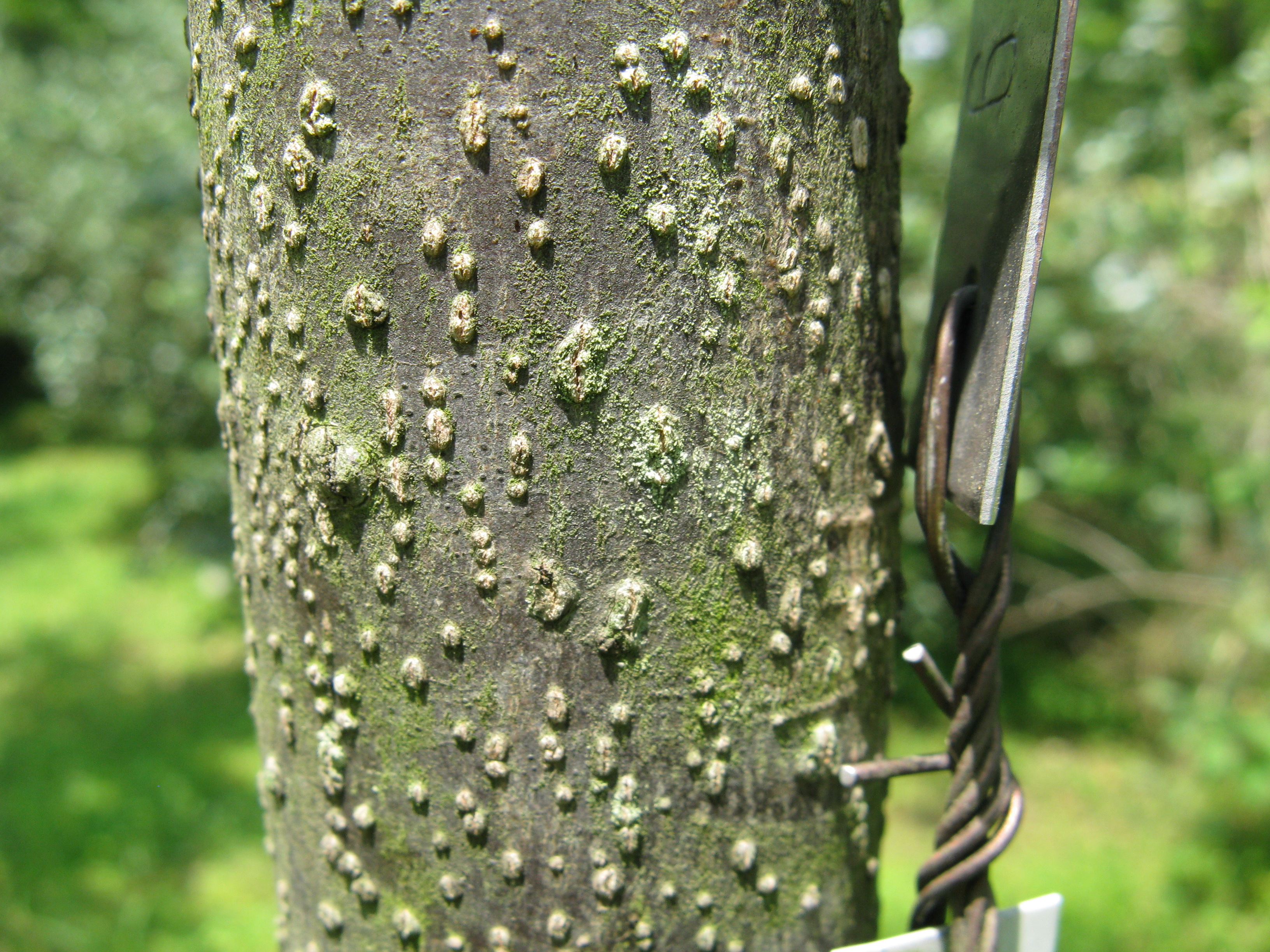
Trunchi de persimon.

## Utilizare
Fructele persimonului caucazian sunt comestibile și conțin mult zahăr, acid malic și vitamine. Sunt folosite ca fructe proaspete sau după congelare, dar de obicei uscate. Uscarea și congelarea le distrug aciditatea. 